# Johnny Bazookatone
Johnny Bazookatone est un jeu vidéo de plate-forme développé par Arc Developments et publié par U.S. Gold pour la 3DO, la PlayStation, la Sega Saturn et les ordinateurs MS-DOS en 1996.

## Trame
Le jeu suit le protagoniste, Johnny Bazookatone, piégé en 2050 dans la prison de Sin Sin par El Diablo, seigneur de la pègre. Sa guitare, connue sous le nom d'« Anita », lui a été enlevée et Johnny doit voyager pour la récupérer.

## Accueil
Dans leur critique de la version PlayStation, les quatre rédacteurs de Electronic Gaming Monthly ont loué les graphismes très détaillés, les mouvements complexes du personnage et le niveau de difficulté élevé. Ils ont résumé : « Si vous cherchez un grand jeu à défilement latéral, Johnny B. est votre homme ! ». Une brève critique parue dans GamePro indique que les graphismes et la musique sont les points forts du jeu, tandis que les commandes parfois imprécises en sont le principal point faible. Maximum a rejeté le jeu, critiquant la mauvaise détection des sprites et la conception terne des niveaux.
Dans sa critique de la version Saturn, Sam Hickman de Sega Saturn Magazine a qualifié Johnny Bazookatone de « trois cents heures d'action et de plateforme la plus ennuyeuse jamais inventée », citant des sprites flous, des ennemis qui sont constamment ennuyeux plutôt que stimulants, et l'aspect et la convivialité généralement dépassés du jeu. Scary Larry de GamePro a commenté la difficulté irritante du jeu, en particulier l'exécution du mouvement crucial Shooting Float, mais a été enchanté par le rendu des sprites, des décors et de la musique, et a conclu : « Les fans à la recherche d'un croisement humoristique entre Earthworm Jim et Donkey Kong Country devraient jeter un coup d'œil à Johnny ». Un critique de Next Generation a estimé que si les mécanismes de jeu sont génériques, la conception des niveaux est intelligente et les graphismes sont véritablement de la nouvelle génération. Il résume : « Bien qu'il soit tentant de considérer le jeu d'action à défilement latéral comme un produit révolu de l'ère 16 bits, il y a quelque chose de diaboliquement tentant dans un jeu qui a l'air et qui joue aussi bien que Johnny Bazookatone ». Maximum a considéré la version Saturn aussi défavorablement que la version PlayStation, la critiquant pour son concept d'histoire « hideusement daté », ses sprites trop petits, ses graphismes de dernière génération, le manque de conception intelligente des niveaux ou des ennemis, et ses énigmes frustrantes.
Scary Larry a également approuvé la version 3DO. Tout en critiquant les commandes maladroites et le manque d'innovation du jeu, il a trouvé que les graphismes « branchés et bien dessinés », le mélange de musique funk et house et le style général du jeu étaient suffisants pour le recommander.